# ایستگاه متروی حرم حضرت عبدالعظیم
ایستگاه مترو حرم حضرت عبدالعظیم یکی از ایستگاه‌های خط ۶ مترو تهران است. این ایستگاه در شهرری (منطقه ۲۰ شهرداری تهران) در ضلع شرقی حرم حضرت عبدالعظیم حسنی و در کنار محله قدیمی نفرآباد واقع شده و در حال حاضر توسط شرکت مترو در حال ساخت است و قرار است در سال ۱۴۰۴ بهره‌برداری شود.